# ヨハン・カール・ケーヴェンヒュラー

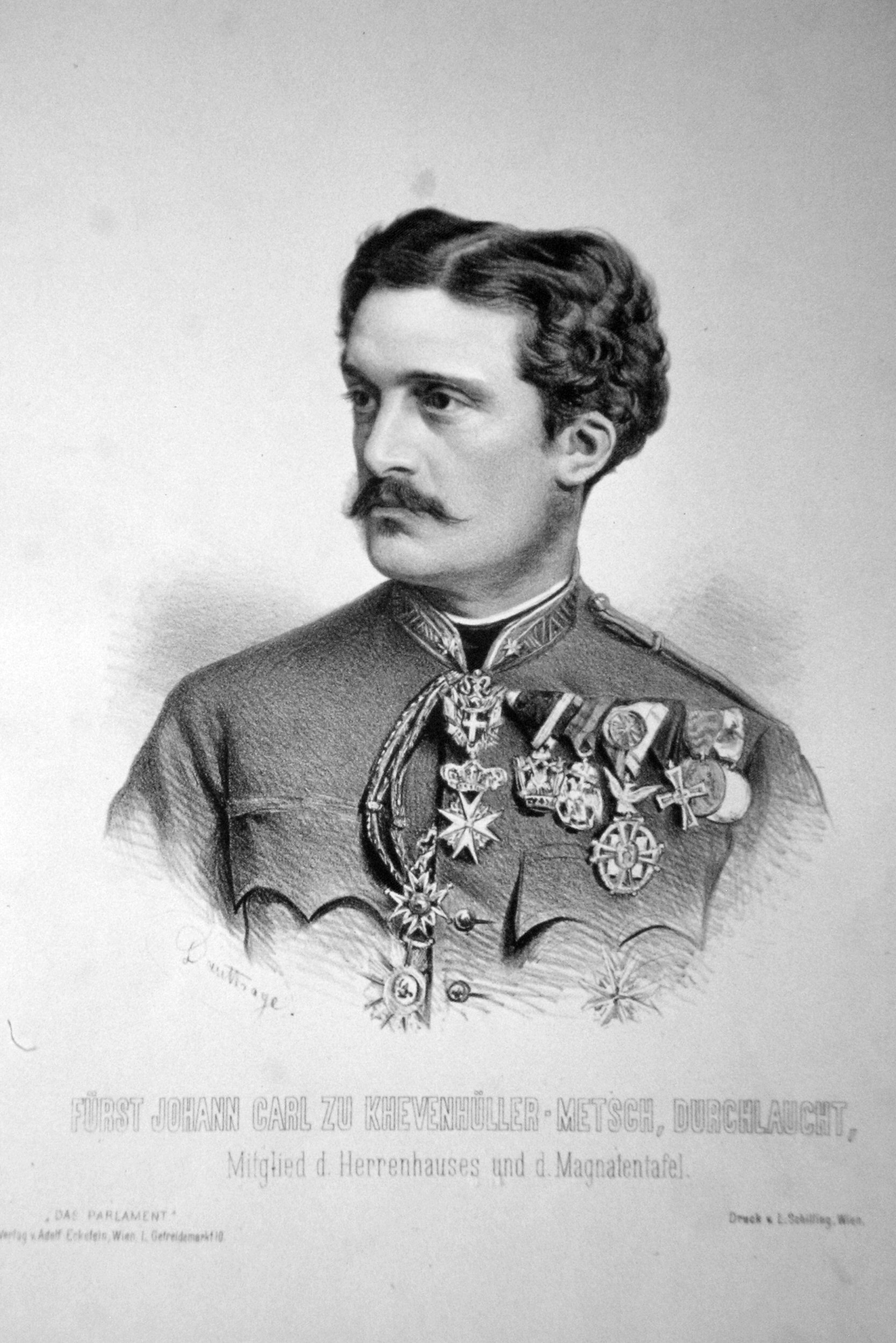
ヨハン・カール・ケーヴェンヒュラー

ヨハン・カール・ケーヴェンフュラー侯爵（Fürst Johann Carl Khevenhüller 1839年12月19日 ラーデンドルフ宮殿 - 1905年9月11日 リーガースブルク宮殿）は、オーストリアの貴族。オーストリア・メキシコ挺身隊の隊員の一人。メキシコ皇帝となったフランツ・ヨーゼフ1世の弟マクシミリアンに忠誠をつくし、晩年には居城の一つに彼を記念する博物館を設立した。

## 家族
ヨハン・カールはケルンテンに発祥する貴族ケーヴェンフュラー（Khevenhüller）家の出身である。同家の嫡子としてラーデンドルフ城で誕生し、オーストリア帝国の首都ウィーンで養育された。彼はオーストリア帝国陸軍の騎兵大尉となった。
マクシミリアン大公のメキシコ帝国行きに同行した「オーストリア・メキシコ挺身隊」に自発的に参加したのは、借金のためだと言っている。

## メキシコ
1864年11月14日、ヨハン・カールはフランスの港町サン・ナゼールからメキシコ行きの船に乗り、12月7日にベラクルスに到着している。メキシコの出の挺身隊には全体で7000人以上で構成されていた。1866年のフランス軍の撤退後、ヨハン・カールは800人のオーストリア兵とともに残り、オーストリア軍の残りで騎兵連隊を構成した。軍服が真紅だったため「赤い軽騎兵」と呼ばれた。
マクシミリアンがケレロタで処刑され、戦争が終わると、メキシコシティ包囲戦に従事してたヨハン・カールとポルフィリオ・ディアスの間でオーストリア軍のメキシコのからの撤退について交渉がなされた。交渉を通じて両者の間に友情が芽生えた。
ニューオリンズを経由して、彼はヨーロッパにもどった。1867年9月のことであった。

## 「メキシコ帝国」以後

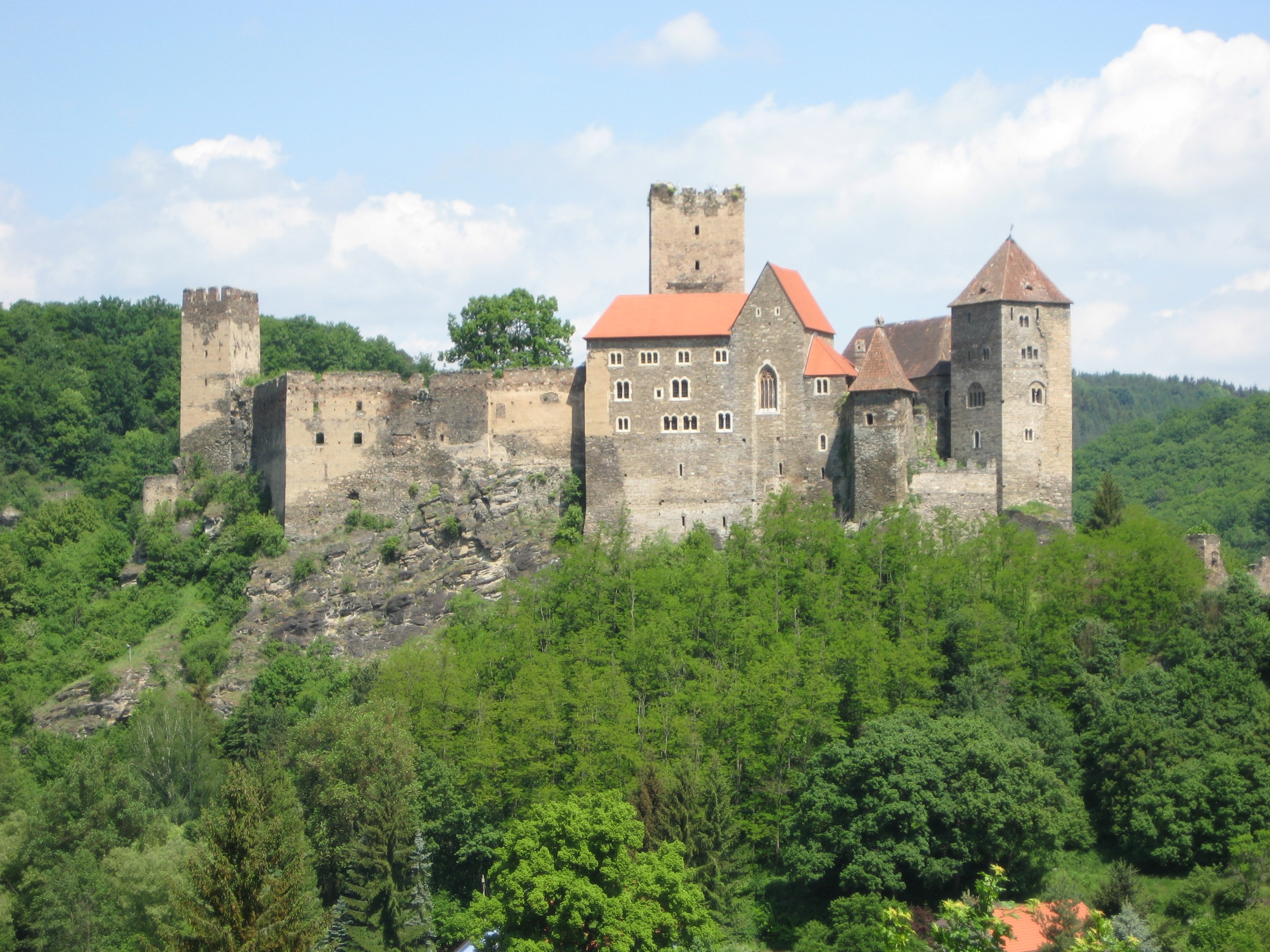
ケーヴェンヒュラーが晩年に改修したハルデック城はメキシコ帝国と皇帝マクシミリアンに関する資料が蓄積されており、国際的な研究センターとなっている。

翌年1868年から1869年には彼はアフリカ遠征に関係する旅に出た。1871年には彼はボヘミア貴族クラム＝ガラス伯爵家のエドゥアルディーネ令嬢と結婚し、ウィーンフィールテルとヴァルトフィールテルの間のリーガーブルク宮殿で彼女と暮らすようになった。彼はオーストリア帝国議会（Reichsrat）では自由主義を選び、これに属した。彼の議員活動は彼の父から貴族院議員の地位を継承してから1877年まで続いた。以降は、彼はハルデッグ城の再建事業に献身し、その中に家族の墓所も造営した。ヨハン・カールはまたメキシコで過ごした記憶を残すために場内にメキシコ博物館を建設した。マクシミリアンの死後30年目に、彼はポルフィリオ・ディアスとの間の友情を通じて、オーストリアとメキシコとの国交を再開の外交交渉の仲介をした。そしてケレタロにマクシミリアン記念教会を建立した。
1905年に没するとハルデック城に埋葬された。

## 著作
- Christof Bieberger, Alexandra Gruber, Johannes Herberstein, Gabriele Hasmann: Geisterschlösser in Österreich. Spuk hinter herrschaftlichen Mauern. Verlag Carl Ueberreuter, Wien 2004, ISBN 3-8000-7062-6.
- w:Brigitte Hamann: Mit Kaiser Max in Mexiko. Aus dem Tagebuch des Fürsten Carl Khevenhüller 1864–1867. Piper, München u. a. 2001, ISBN 3-492-23154-3.
- Franz Müllner: Johann Carl Fürst Khevenhüller-Metsch, ein Kampfgefährte Kaiser Maximilians von Mexiko. In: Werner Kitlitschka u. a.: Maximilian von Mexiko. 1832–1867. Enzenhofer, Wien 1974, S. 136–161.